# 圣母无原罪主教座堂 (塞萨洛尼基)
圣母无原罪主教座堂（英语：Immaculate Conception Cathedral）是希腊北部城市塞萨洛尼基的一座罗马天主教教堂，位于 Frangon街。
该堂是1926年成立的天主教得撒洛尼宗座代牧區（Vicariatus Apostolicus Thessalonicensis；Αποστολικό Βικαριάτο Θεσσαλονίκης）的主教座堂。
该建筑完成于1902年。弥撒使用希腊语和英语。